# Симеон Андреєв
Симеон Андреєв (17 вересня 1887, Габрово, Болгарія — 30 березня 1942) — болгарський поет, письменник, перекладач, прозаїк, журналіст і бібліотекар.

## Біографія
Народився 17 вересня 1887 року в Габрово. Закінчив Априловську гімназію в рідному місті, а потім навчався в Тирново. Будучи студентом, опублікував вірші у 1907 році в журналі «Ново общество». У наступному 1908 році опублікував розповідь у журналі «Наш живот». Став репортером газети «Воля» в 1911 році. Андреєв був волонтером у Македонсько-Адріанопольському корпусі під час Балканської війни. Після закінчення війни працював бібліотекарем у рідному місті. Брав участь у Першій світовій війні як солдат у Сьомій піхотній тунджанській дивізії. Співпрацював з військовими газетами та журналами.
Тоді Андреєв почав працювати бібліотекарем у Національному театрі, а потім працював у Національній бібліотеці. Редактор газети «Свободна реч» і « Сговор». Публікувався в низці видань, серед яких «Светулка», «Златорог», «Българска реч»[недоступне посилання з липня 2019], «Детска радост», «Слово», «Македония», «Кокиче» та ін. Автор численних фейлетонів, рецензій, віршів, оповідань, перекладів, статей і творів для дітей.